# Алидор
«Алидор, или Безразличный» (фр. Alidor, ou l’Indifférent) — комедия на французском языке, написанная между 1626 и 1628 годами на пасторальный сюжет в духе романов Оноре д’Юрфе. Рукопись пьесы была найдена в 1946 году. Автор в ней не указан, литературоведы полагают, что это либо Пьер Корнель, либо Жан Ротру. В первом случае «Алидора» следует считать самой первой пьесой Корнеля:  «Мелита» была написана в 1629 году.
Текст «Алидора» был впервые опубликован в 2001 году.